# Teclat numèric

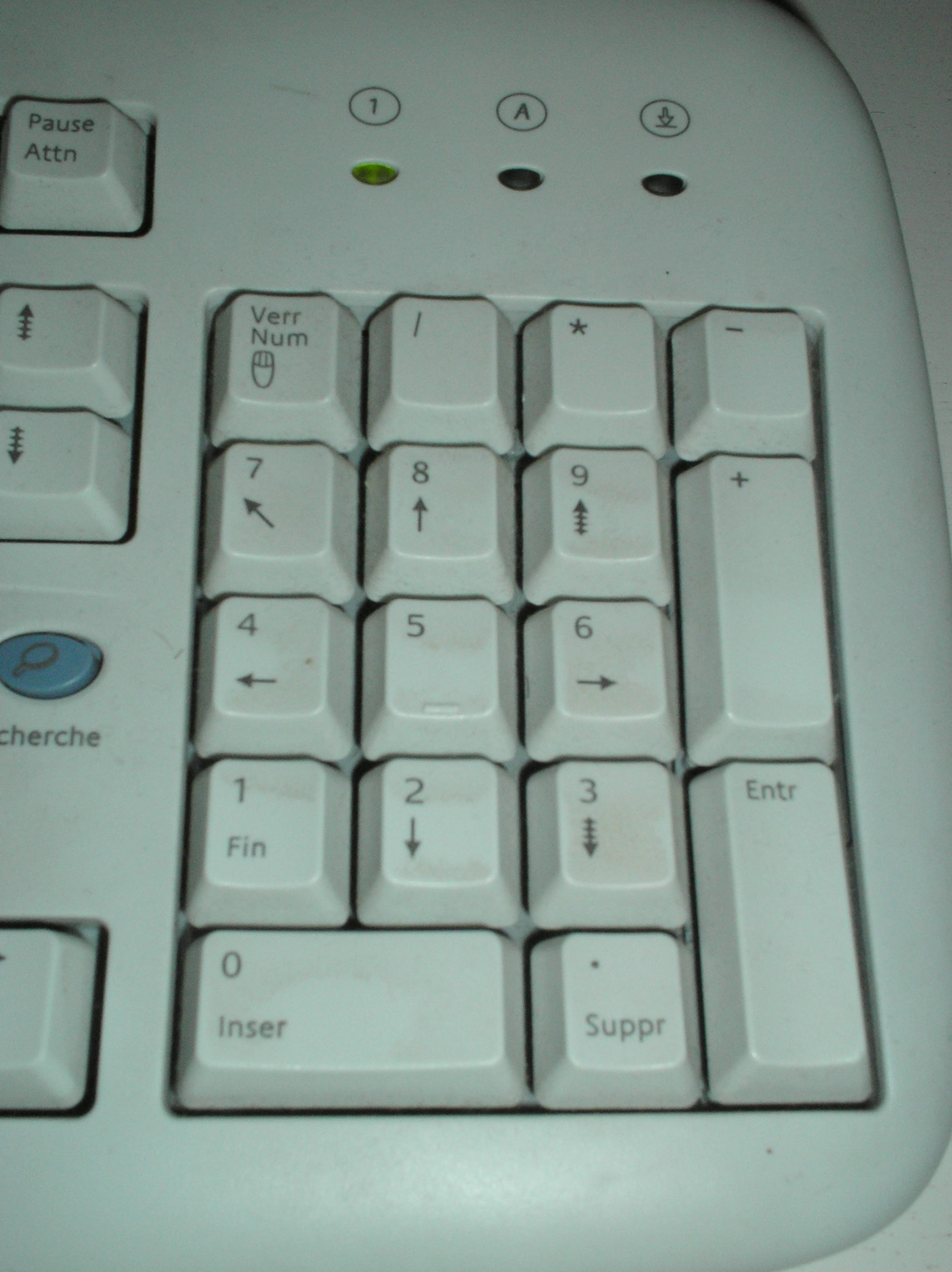
El DEL verd indica que el teclat numèric és activat

El teclat numèric, és una secció dels teclats d'ordinadors habitualment situada a la part la més a la dreta, que permet, segons el mode activat, d'introduir les xifres i el separador decimal, o bé de dirigir el cursor i la inserció de caràcters. Conté també els signes d'operacions, així com una tecla de validació.
La tecla Bloc Num permet de passar el teclat numèric d'un mode a l'altre; quan és en mode d'introducció de les xifres, va indicat generalment per un díode electroluminescent que resta encès.

## Numeració
La numeració del teclat numèric de l'ordinador (l'« 1 » és a baix del teclat) és invertida respecte a les tecles d'un telèfon (l'« 1 » és amunt). En informàtica, les xifres més avall són les més utilitzades (« 0 » i « 1 » en programació), per això s'ha triat de situar les tecles de baix fins a dalt per a més comoditat. 

## Disposició de les tecles
| Macintosh, (normes ANSI i ISO) | Macintosh, japonès(norma JIS) | Altres PC, francesos     |
| ------------------------------ | ----------------------------- | ------------------------ |
| Plantilla:Teclat numèric       | Plantilla:Teclat numèric      | Plantilla:Teclat numèric |

## Dactilografia
La tecla « 5 » és marcada i ha de ser utilitzada amb el dit major, en dactilografia.
El teclat numèric és molt pràctic per a la introducció de xifres, contràriament a la línia de xifres situada damunt de la zona que conté les lletres, perquè sovint és solament accessible amb la tecla majúscula (segons les disposicions de teclat).

## Particularitats

### Ordinadors portàtils

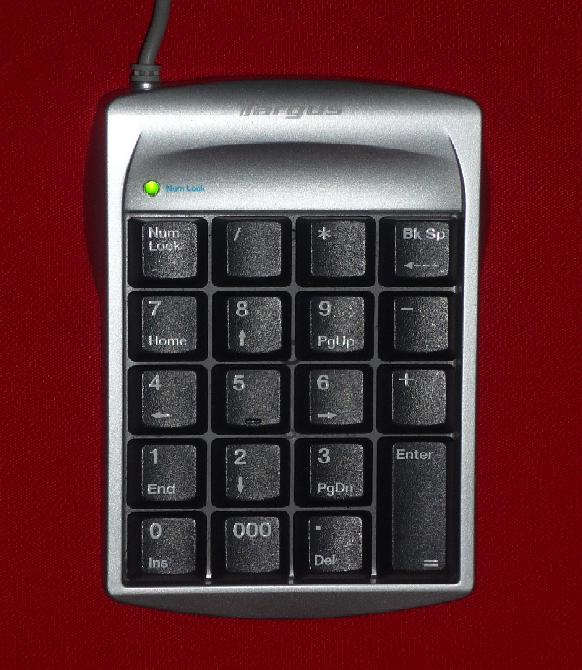
Teclat numèric USB independent per a ordinadors portàtils.

Els ordinadors portàtils de fins a 15 polzades, per a estalviar l'espai, van generalment desproveïts de teclat numèric, perquè les funcions que asseguren ja ho són per altres parts del teclat. Tanmateix, prémer les tecles Fn+BlocNum permet d'activar aquest teclat en lletres situades a sota de les xifres 789. D'altra part, es venen teclats numèrics addicionals sota la forma de perifèrics independents (vegeu la imatge a la dreta).
A partir de 16 polzades o més els ordinadors portàtils disposen novament d'un teclat numèric (HP, Toshiba.)

### Apple Macintosh
En el teclat Macintosh, no hi ha tecla « Bloc Num » (llevat per als portàtils), i sols el mode « introducció de les xifres » és disponible.
De més, per defecte, en els teclats francesos el separador decimal és una coma «, » (siguin quins siguin els ajustaments de llengües a Mac OS X). Pot ser reemplaçada per un punt « . » activant la tecla « Blocatge de la Majúscula » (àlies « Shift Lock »). Les altres tecles del teclat numèric no són modificades.

### Interfície GNOME de Linux
A Linux, per a la interfície gràfica GNOME, pot ser necessari de reactivar el teclat numèric via les tecles de funcions Ctrl. Shift + Bloc Num